# 代数体
数学の体論・代数的整数論における代数体（だいすうたい、英: algebraic number field）とは、有理数体の有限次代数拡大体のことである。代数体 K の有理数体上の拡大次数 {\displaystyle [K:\mathbb {Q} ]} を、K の次数といい、次数が n である代数体を、n 次の代数体という。
特に、2次の代数体を二次体、1のベキ根を添加した体を円分体という。
K を n 次の代数体とすると、K は単拡大である。つまり、K の元 θ が存在して、K の任意の元 α は、以下の様に表される。
{\displaystyle \alpha =a_{0}+a_{1}\theta +\cdots +a_{n-1}\theta ^{n-1}} 。ただし、{\displaystyle a_{0},\ a_{1},\ldots ,\ a_{n-1}} は有理数。
このとき θ は n 次の代数的数であるので、K を {\displaystyle \mathbb {Q} } 上のベクトル空間とみたとき、{\displaystyle \{1,\ \theta ,\ldots ,\ \theta ^{n-1}\}} は基底となる。

## 整数環
n 次の代数体 K に含まれる代数的整数全体の集合を {\displaystyle {\mathcal {O}}_{K}} とすると、以下のことが成立する。
1. {\displaystyle {\mathcal {O}}_{K}} は整域である。このことより、{\displaystyle {\mathcal {O}}_{K}}を K の整数環 (ring of integers) という。
2. {\displaystyle {\mathcal {O}}_{K}} は、有理整数環上ランク n の自由加群である。つまり、{\displaystyle {\mathcal {O}}_{K}} の元、{\displaystyle \omega _{1},\ldots ,\ \omega _{n}} が存在して、任意の {\displaystyle {\mathcal {O}}_{K}} の元 α は、以下の形に一意的に表される。{\displaystyle \alpha =a_{1}\omega _{1}+\cdots +a_{n}\omega _{n}} 。ただし、{\displaystyle a_{1},\ldots ,\ a_{n}} は有理整数。
上記 {\displaystyle \{\omega _{1},\ldots ,\ \omega _{n}\}} を K の整基底 (integral basis) または整数基という。
3. {\displaystyle {\mathcal {O}}_{K}} は整閉である。つまり、K の元 β に対して、{\displaystyle \beta ^{r}+\alpha _{r-1}\beta ^{r-1}\cdots +\alpha _{1}\beta +\alpha _{0}=0}
 となる K の元　{\displaystyle \alpha _{0},\ \alpha _{1},\ldots ,\ \alpha _{r-1}} が存在するならば、β は、{\displaystyle {\mathcal {O}}_{K}} の元である。
4. {\displaystyle {\mathcal {O}}_{K}} はデデキント環である。
5. 一般に、{\displaystyle {\mathcal {O}}_{K}} は一意分解整域ではない。

特別な代数体の整数環については、その数論的性質が詳しく研究されており、特別な名称が付けられている。
ガウス整数
{\displaystyle \mathbb {Q} ({\sqrt {-1}})} の整数環、{\displaystyle \mathbb {Z} [{\sqrt {-1}}]} のことである。
アイゼンシュタイン整数
{\displaystyle \mathbb {Q} ({\sqrt {-3}})} の整数環、{\displaystyle \mathbb {Z} [(-1+{\sqrt {-3}})/2]} のことである。

## 基本的な概念
以下において、代数体 K の元 α に対して、{\displaystyle \alpha ^{(1)},\ldots ,\alpha ^{(n)}} を、α の共役数とする。

### 共役体
K を n 次の代数体とし、{\displaystyle K=\mathbb {Q} (\theta )} とする。θ の共役数 {\displaystyle \theta ^{(1)},\ldots ,\ \theta ^{(n)}} に対して、
{\displaystyle K^{(i)}=\mathbb {Q} (\theta ^{(i)})} ({\displaystyle i=1,\ldots ,\ n}) を、K の共役体 (conjugate field)という。もし K の共役体が全て K と等しいとき、K はガロア体 (Galois field)または有理数体上のガロア拡大体という。
共役体 {\displaystyle K^{(i)}} が実数の部分体すなわち {\displaystyle \theta ^{(i)}} が実数であるとき、 {\displaystyle K^{(i)}} を実共役体 (real conjugate field)という。そうでない場合、虚共役体 (imaginary conjugate field)という。
K の共役体のうち、実共役体の個数を {\displaystyle r_{1}}、虚共役体の個数を {\displaystyle r_{2}} とすると、{\displaystyle n=r_{1}+r_{2}} であり、{\displaystyle r_{2}} は偶数である。
K の全ての共役体が実共役体であるとき、K を総実体 (totally real field) または総実代数体という。また、全ての共役体が虚共役体であるとき、K を総虚体 (totally imaginary field) または総虚代数体という。

### 判別式
K の整基底 {\displaystyle \{\omega _{1},\ldots ,\ \omega _{n}\}} に対して、以下の形の行列式を考える。
{\displaystyle \Delta (\omega _{1},\ldots ,\omega _{n})={\begin{vmatrix}\omega _{1}^{(1)}&\omega _{2}^{(1)}&\cdots &\omega _{n}^{(1)}\\\omega _{1}^{(2)}&\omega _{2}^{(2)}&\cdots &\omega _{n}^{(2)}\\\vdots &\vdots &\ddots &\vdots \\\omega _{1}^{(n)}&\omega _{2}^{(n)}&\cdots &\omega _{n}^{(n)}\end{vmatrix}}} 。
すると、{\displaystyle \Delta (\omega _{1},\ldots ,\omega _{n})^{2}} は整基底の取り方によらず一定の値である。
{\displaystyle \Delta (\omega _{1},\ldots ,\omega _{n})^{2}} を K の判別式 (discriminant)といい、{\displaystyle D_{K}} で表す。
判別式の性質
1. 任意の代数体 K に対して、判別式は 0 でない有理整数である。
2. ミンコフスキーの定理。有理数体と異なる代数体の判別式は、{\displaystyle \pm 1} と異なる。(つまり、{\displaystyle |D_{K}|>1} となる。)
3. エルミートの定理。任意の正数 N に対して、判別式の絶対値が N 以下の代数体は有限個しか存在しない。
4. シュティッケベルガーの定理。代数体 K の判別式 {\displaystyle D_{K}} に対して、{\displaystyle D_{K}\equiv 0,\ 1} (mod 4) である。
5. n 次の代数体 K の判別式 {\displaystyle D_{K}} に対して、
{\displaystyle |D_{K}|^{1/2}\geq {\frac {n^{n}}{n!}}\left({\frac {n}{4}}\right)^{n/2}} 。

### イデアル
ここでは、代数体上のイデアルに特化した内容を述べる。

#### イデアルのノルム
定義
{\displaystyle {\mathcal {O}}_{K}} の任意のイデアル {\displaystyle {\mathfrak {a}}} に対して、剰余環 {\displaystyle {\mathcal {O}}_{K}/{\mathfrak {a}}} は有限環である。このとき、剰余環 {\displaystyle {\mathcal {O}}_{K}/{\mathfrak {a}}} の元の個数を、イデアル {\displaystyle {\mathfrak {a}}} のノルム (norm)といい、{\displaystyle N{\mathfrak {a}}} で表す。
ノルムの性質
1. 任意のイデアル {\displaystyle {\mathfrak {a}}} に対して、ノルムは1以上の有理整数である。
2. 与えられた整数 m に対して、ノルムが m であるイデアルは有限個である。

1. 任意のイデアル {\displaystyle {\mathfrak {a}},\ {\mathfrak {b}}} に対して、
{\displaystyle N{\mathfrak {ab}}=N{\mathfrak {a}}N{\mathfrak {b}}} 。

1. 任意の {\displaystyle {\mathcal {O}}_{K}} の元 α に対して、{\displaystyle N(\alpha )=|N_{K/\mathbb {Q} }\alpha |} 。

素イデアルのノルム
1. {\displaystyle {\mathcal {O}}_{K}} の素イデアル {\displaystyle {\mathfrak {p}}} に対して、ある有理素数 p と、正整数 f が存在して、{\displaystyle N{\mathfrak {p}}=p^{f}}。 
 このとき、f を {\displaystyle {\mathfrak {p}}} の次数という。
2. 任意の有理素数 p に対して、{\displaystyle (p)={\mathfrak {p}}_{1}^{e_{1}}\cdots {\mathfrak {p}}_{r}^{e_{g}}} ({\displaystyle {\mathfrak {p}}_{1},\ldots ,\ {\mathfrak {p}}_{g}} は相異なる素イデアル、{\displaystyle e_{i}\geq 1}) と素イデアル分解したとき 、
{\displaystyle N{\mathfrak {p}}_{i}=p^{f_{i}}} となる正整数 {\displaystyle f_{i}} が存在し、{\displaystyle n=e_{1}f_{1}+\cdots +e_{g}f_{g}} が成り立つ。

### 分数イデアル
以下の3条件を満たす {\displaystyle K} の部分集合 {\displaystyle {\mathfrak {a}}} を、K の分数イデアル (fractional ideal)という。
1. {\displaystyle \alpha ,\ \beta \in {\mathfrak {a}}} に対して、{\displaystyle \alpha +\beta \in {\mathfrak {a}}} 。
2. {\displaystyle \alpha \in {\mathfrak {a}}}、{\displaystyle \lambda \in {\mathcal {O}}_{K}} に対して、{\displaystyle \lambda \alpha \in {\mathfrak {a}}} 。
3. {\displaystyle \lambda \in {\mathcal {O}}_{K}} ({\displaystyle \lambda \neq 0}) が存在して、{\displaystyle \lambda {\mathfrak {a}}\subset {\mathcal {O}}_{K}} 。

{\displaystyle {\mathcal {O}}_{K}} 上の通常のイデアルは、明らかに分数イデアルである。通常のイデアルと分数イデアルとを区別する必要があるとき、通常のイデアルのことを、整イデアル (integral ideal) という。
{\displaystyle {\mathfrak {a}}} を n 次代数体 K の分数イデアルとすると、{\displaystyle \alpha _{1},\ldots ,\alpha _{n}} が存在して、{\displaystyle {\mathfrak {a}}} の元は、{\displaystyle \alpha _{1},\ldots ,\alpha _{n}} の有理整数を係数とする1次結合で一意的に表現される。このとき、{\displaystyle \{\alpha _{1},\ldots ,\alpha _{n}\}} を、{\displaystyle {\mathfrak {a}}} の基底という。
代数体 K の分数イデアルは、イデアルの乗法で、可換な乗法群をなす。単位元は、{\displaystyle (1)(={\mathcal {O}}_{K})} であり、{\displaystyle {\mathfrak {a}}} の逆元は、
{\displaystyle {\mathfrak {a}}^{-1}=\{\lambda \in K|\lambda {\mathfrak {a}}\subset {\mathcal {O}}_{K}\}}
である。
これを、イデアル群 (ideal group)という。
任意の分数イデアル {\displaystyle {\mathfrak {a}}} は、一意的に、
{\displaystyle {\mathfrak {a}}=\prod _{i=1}^{r}{\mathfrak {p}}_{i}^{e_{i}}} 　　（各 {\displaystyle e_{i}} は、0 ではない有理整数）
と素イデアルの積で表される。

#### 分数イデアルのノルム
{\displaystyle {\mathfrak {a}}} を、n次代数体 K の分数イデアルとし、{\displaystyle \alpha _{1},\ldots ,\alpha _{n}} を、{\displaystyle {\mathfrak {a}}} の基底とする。また、{\displaystyle \omega _{1},\ldots ,\omega _{n}} を、代数体 K の整基底としたとき、{\displaystyle |\Delta (\alpha _{1},\ldots ,\alpha _{n})/\Delta (\omega _{1},\ldots ,\omega _{n})|} は、基底の取り方に依存しない。そこで、{\displaystyle |\Delta (\alpha _{1},\ldots ,\alpha _{n})/\Delta (\omega _{1},\ldots ,\omega _{n})|} を、分数イデアル {\displaystyle {\mathfrak {a}}} のノルムといい、{\displaystyle N{\mathfrak {a}}} と書く。
- ノルムの性質
  1. 任意の分数イデアル {\displaystyle {\mathfrak {a}}} に対して、{\displaystyle N{\mathfrak {a}}} は 0 でない有理数である。
  2. 整イデアルに対して、分数イデアルとしてのノルムと整イデアルとしてのノルムは等しい。
  3. 任意の分数イデアル {\displaystyle {\mathfrak {a}},\ {\mathfrak {b}}} に対して、
{\displaystyle N{\mathfrak {ab}}=N{\mathfrak {a}}N{\mathfrak {b}}} 。

### イデアル類群
代数体 K のイデアル群を {\displaystyle J_{K}} とし、{\displaystyle J_{K}} に含まれる単項イデアル全体を、{\displaystyle P_{K}} とおくと、{\displaystyle P_{K}} は、 {\displaystyle J_{K}} の部分群となる。剰余群 {\displaystyle J_{K}/P_{K}} を K のイデアル類群 (ideal class group) という。
イデアル類群の性質
1. 任意の代数体に対して、イデアル類群は有限群である。

### 単数
代数体 K に対し、K の元 ε で生成される単項イデアル (ε) が {\displaystyle {\mathcal {O}}_{K}} と等しいとき、ε は、K の単数 (unit)であるという。同値な定義として、 ε および {\displaystyle \varepsilon ^{-1}} が共に {\displaystyle {\mathcal {O}}_{K}} の元であるとき、ε は単数である。

#### 単数群
代数体 K に対し、K の単数からなる集合は、可換な乗法群である。これを K の単数群 (unit group) という。

#### ディリクレの単数定理
ディリクレの単数定理 (Dirichlet's unit theorem)。代数体 K の次数を n とし、{\displaystyle r_{1},\ 2r_{2}} を、K の実共役体、虚共役体の個数とする。このとき、K の単数群 {\displaystyle E_{K}} は 以下の性質を持つ {\displaystyle r_{1}+r_{2}} 個の生成元 {\displaystyle \rho ,\ \eta _{1},\ldots ,\ \eta _{r_{1}+r_{2}-1}} を持つ。
1. ある正整数 m が存在して、{\displaystyle \rho ^{m}=1} 。
2. {\displaystyle \eta _{1},\ldots ,\ \eta _{r_{1}+r_{2}-1}} は乗法的独立である。つまり、
{\displaystyle \eta _{1}^{e_{1}}\cdots \eta _{r_{1}+r_{2}-1}^{e_{r_{1}+r_{2}-1}}=1} ならば、{\displaystyle e_{1}=\cdots =e_{r_{1}+r_{2}-1}=0} である。

#### 基本単数系
ディリクレの単数定理で与えられる {\displaystyle \eta _{1},\ldots ,\ \eta _{r_{1}+r_{2}-1}} を基本単数系 (fundamental units system) といい、それぞれを、基本単数 (fundamental unit) という。
注意：基本単数系は、K に対して1組しか存在しないわけではない。以下のことにより、一般に、基本単数系は無限に存在する。
- {\displaystyle \eta _{1},\ldots ,\ \eta _{r}} を、代数体 K の基本単数系とする。{\displaystyle \eta '_{1},\ldots ,\ \eta '_{r}} が、K の基本単数系である必要十分条件は、各 i {\displaystyle (i=1,\ldots ,r)} に対して、
{\displaystyle \eta '_{i}=\rho ^{a_{i0}}\eta _{1}^{a_{i1}}\cdots \eta _{r}^{a_{ir}}} 　{\displaystyle (\rho ^{m}=1,\ a_{ij}\in \mathbb {Z} )}
と、{\displaystyle \eta '_{1},\ldots ,\ \eta '_{r}} を {\displaystyle \eta _{1},\ldots ,\ \eta _{r}} を用いて表したとき、
{\displaystyle {\begin{vmatrix}a_{11}&\cdots &a_{1r}\\\vdots &\ddots &\vdots \\a_{r1}&\cdots &a_{rr}\end{vmatrix}}=\pm 1} が成立することである。

#### 単数基準
代数体 K の基本単数を  {\displaystyle \eta _{1},\ldots ,\ \eta _{r}} とし、
{\displaystyle l_{j}^{(i)}={\begin{cases}\log |\eta _{j}^{(i)}|&(\eta _{i}\in \mathbb {R} )\\2\log |\eta _{j}^{(i)}|&(\eta _{i}\not \in \mathbb {R} )\end{cases}}}
としたとき
{\displaystyle R[\eta _{1},\ldots ,\eta _{r}]={\begin{vmatrix}l_{1}^{(1)}&\cdots &l_{r}^{(1)}\\\vdots &\ddots &\vdots \\l_{1}^{(r)}&\cdots &l_{r}^{(r)}\end{vmatrix}}}
とおくと、先に述べた基本単数系になる条件から、{\displaystyle |R[\eta _{1},\ldots ,\eta _{r}]|} は基本単数系によらず一定の値である。この値を K の単数基準 (regulator) またはレギュレータという。

### 類数
代数体 K のイデアル類群 {\displaystyle C_{K}} は有限群であるが、イデアル類群の位数のことを類数 (class number) という。

#### 類数公式
一般の代数体に対して、類数を求める公式があり、それを一般に類数公式 (class number formula)という。
類数公式
K を代数体とし、K の実共役体、虚共役体の数を、それぞれ {\displaystyle r_{1},\ 2r_{2}} とし、w を、K に含まれる 1 のベキ根の数とする。R 、 {\displaystyle D_{K}} を、それぞれ K の単数基準、判別式とし、{\displaystyle \zeta _{K}(s)} をデデキントのゼータ関数としたとき、K の類数 {\displaystyle h_{K}} は、以下の式で求められる。
{\displaystyle h_{K}={\frac {w|D_{K}|^{1/2}}{2^{r_{1}}(2\pi )^{r_{2}}R}}{\mbox{Res}}_{s=1}\zeta _{K}(s)} 。
しかし、与えられた代数体の類数を求めることは大変難しい。二次体の類数公式や円分体の類数公式を見れば、類数を求めることがいかに難しいかがわかるであろう。

### 素点

#### 無限素点
n次代数体 {\displaystyle K=\mathbb {Q} (\theta )} に対して、θ の共役数を以下の様に並べる：
{\displaystyle \theta ^{(1)},\ldots ,\theta ^{(r_{1})}} は実数で、{\displaystyle j=1,\ldots ,r_{2}} に対して、{\displaystyle \theta ^{(r_{1}+j)},\ \theta ^{(r_{1}+r_{2}+j)}} は複素共役とする。ただし、{\displaystyle r_{1}+2r_{2}=n} とする。
{\displaystyle j=1,\ldots ,r_{1}+r_{2}} に対して、K 上のアルキメデス付値 {\displaystyle |\cdot |_{j}} を
{\displaystyle |\alpha |_{j}={\begin{cases}|\alpha ^{(j)}|&(j=1,\ldots ,r_{1})\\|\alpha ^{(j)}|^{2}&(j=r_{1},\ldots ,r_{1}+r_{2})\end{cases}}\ \ \ \ (\alpha \in K^{\times })}
とおく。ただし、{\displaystyle |\cdot |} は、実数または複素数の絶対値を K に制限したものである。
すると、これら {\displaystyle r_{1}+r_{2}} 個の乗法付値は互いに同値ではない。これらを正規付値 (normal valuation)という。
{\displaystyle j=1,\ldots ,r_{1}+r_{2}} に対して、正規付値 {\displaystyle |\cdot |_{j}} に同値な K の乗法付値全体の集合を {\displaystyle v_{\infty }^{j}} とおいたとき、 {\displaystyle v_{\infty }^{1},\ldots ,v_{\infty }^{r_{1}+r_{2}}} を無限素点 (infinite prime/infinite place)または無限素因子という。特に、 {\displaystyle v_{\infty }^{1},\ldots ,v_{\infty }^{r_{1}}} を実素点 (real prime/real place)、実無限素点または実素因子といい、{\displaystyle v_{\infty }^{r_{1}+1},\ldots ,v_{\infty }^{r_{1}+r_{2}}} を複素素点 (complex prime/complex place)、複素無限素点または虚素因子という。

#### 有限素点
{\displaystyle {\mathfrak {p}}} を代数体 K の素イデアルとする。K の 0 でない元 α に対して
{\displaystyle (\alpha )={\mathfrak {p}}^{\mu }{\mathfrak {b}}}
ただし、{\displaystyle {\mathfrak {b}}} を {\displaystyle {\mathfrak {p}}} と互いに素な分数イデアル、μ を有理整数と表したとき、
{\displaystyle |\alpha |_{\mathfrak {p}}=(N{\mathfrak {p}})^{-\mu }}
によって、K 上の非アルキメデス付値を定める。
すると、{\displaystyle {\mathfrak {p}}} と {\displaystyle {\mathfrak {q}}} が相異なる素イデアルとすれば、{\displaystyle |\cdot |_{\mathfrak {p}}} と {\displaystyle |\cdot |_{\mathfrak {q}}} は同値ではない。
この乗法付値を {\displaystyle {\mathfrak {p}}} に対する正規付値という。
{\displaystyle |\cdot |_{\mathfrak {p}}} と同値な K の乗法付値全体の集合を {\displaystyle v_{\mathfrak {p}}} としたとき、これを有限素点 (finite prime/finite place)または有限素因子という。

#### 素点
無限素点と有限素点を合わせて素点 (prime/place)または素因子という。 　

#### 積公式
{\displaystyle v} を素点の1つとし、{\displaystyle |\cdot |_{v}} を {\displaystyle v} に含まれる正規付値とする。
このとき、K の 0 でない任意の元 α に対して
{\displaystyle \prod _{v}|\alpha |_{v}=1}
が成立する。ただし、積は K の素点全てを動くものとする。
つまり、任意の代数体に対して、付値の集合を正規付値全体の集合とすれば、積公式が成立する。